# Anton Fakin
Anton Fakin, slovenski učitelj, * 13. junij 1885, Škrbina, Komen, †  1963. 
Po končanem učiteljišču leta 1905 v Kopru je služboval v raznih krajih na slovenskem Krasu. Leta 1910 je končal tečaj za učitelja kmetijstva in nadaljeval šolanje na deželni kmetijski šoli v Gorici; leta 1913 pa je končal še učiteljski tečaj na državni obrtni šoli v Ljubljani. Od 1920 do upokojitve 1946 je služboval v raznih krajih Slovenije. Leta 1929 je bil imenovan za ravnatelja novoustanovljene šole na Viču v Ljubljani. Pod njegovim vodstvom je bilo tu zgrajeno eno najmodernejših šolskih poslopij v Sloveniji. Kot publicist je prve prispevke objavil že kot mlad učitelj v tržaškem listu Edinost, tu je objavljal zemljepisne in zgodovinske članke o Krasu. Kasneje je sodeloval pri strokovnih listih. Napisal pa je tudi več knjig in učbenikov, večinoma s tematiko prirodoslovja oz. botanike. 

## Izbrana bibliografija
- Škrbina na Krasu : izbor objavljenega in neobjavljenega gradiva k zgodovinski in etnološki podobi vasi (COBISS)
- Prirodopis živalstva in rastlinstva za drugi razred meščanskih šol (Ljubljana, 1942)